# Great Southern (Australia)

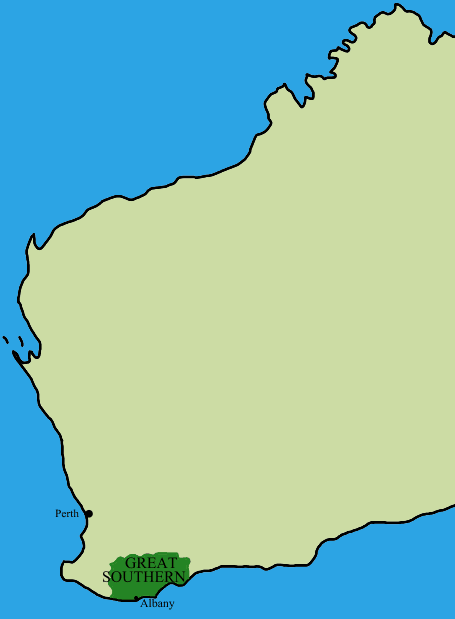
Lokalizacja regionu Great Southern

Great Southern – jeden z dziewięciu regionów Australii Zachodniej.
Zajmuje obszar 39 007 km², zamieszkuje go około 54 tys. osób. Centrum administracyjnym regionu jest miasto Albany. Panuje tu klimat śródziemnomorski z gorącymi, suchymi latami i chłodnymi, deszczowymi zimami.

## Geografia
Południową granicę regionu stanowi linia brzegowa o długości 250 km ze skalistym wybrzeżem. Na północ od niej sięga 200 km w głąb lądu. Znajdują się tam tereny wykorzystywane rolniczo oraz parki narodowe jak Stirling Range i Porongurup. Największym miastem jest Albany będący jednym z największych naturalnych portów na półkuli południowej.

## Podział administracyjny
Goldfields-Esperance złożony jest z następujących jednostek samorządu lokalnego: Miasto Albany, Hrabstwo Broomehill-Tambellup, Hrabstwo Cranbrook, Hrabstwo Denmark, Hrabstwo Gnowangerup, Hrabstwo Jerramungup, Hrabstwo Katanning, Hrabstwo Kent i Hrabstwo Kojonup, Hrabstwo Plantagenet, Hrabstwo Woodanilling.

## Gospodarka
Gospodarka regionu opiera się przede wszystkim na hodowli bydła domowego i owiec, w nieco mniejszym stopniu na uprawie roli.